# Uelzen
Uelzen er en by der er administrationsby i Landkreis Uelzen i den nordøstlige del af tyske delstat Niedersachsen, og en del af Metropolregion Hamburg. Den har et areal på 135 km² og en befolkning på godt 33.250 mennesker (2013). Byen er præget af bindingsværksarkitektur, men har også bygninger i teglstensgotik.

## Geografi
Uelzen ligger ven udkanten af Lüneburger Heide og midtpunktet i Uelzener Beckens. Byen ligger ved trafikknudepunktet mellem Nord-Syd-aksen Hamburg-Hannover og vest-øst-aksen Bremen-Berlin. Af erhvervsmæssig betydning er også beliggenheden ved Elbe-Seitenkanal. Byen ligger ved Heidefloden Ilmenau med grønne breder, små parker og flodsving. I nærheden er store arealer udlagt som naturpark med moser, skove, søer og hedeflader: Naturpark Elbufer-Drawehn, Naturpark Lüneburger Heide og Biosphärenreservat Niedersächsische Elbtalaue.

### Inddeling
I bykommunen Uelzen ligger landsbyerne Groß Liedern, Halligdorf, Hambrock, Hansen, Hanstedt II, Holdenstedt, Kirchweyhe, Klein Süstedt, Masendorf, Mehre, Molzen, Oldenstadt, Riestedt, Ripdorf, Tatern, Veerßen, Westerweyhe og Woltersburg.
Derudover er der i selve byområdet tre områder der har status som  „Sonstige Ortsteile“: Borne, Klein Liedern og Pieperhöfen.

## Hundertwasserbahnhof Uelzen
Banegården i Uelsen blev i slutningen af 1990'erne ombygget af den østrigske arkitekt og kunstner Friedensreich Hundertwasser, som en del af verdensudstillingen Expo 2000 i Hannover.